# Glenea quadriochreomaculata
Glenea quadriochreomaculata là một loài bọ cánh cứng trong họ Cerambycidae.